# Angel of Retribution
Angel of Retribution е петнадесети студиен албум на британската хевиметъл група Judas Priest, издаден през 2005 г. Той бележи завръщането на Роб Халфорд в състава, след 11-годишно отсъствие. Албумът дебютира на 13-о място в класацията на Билборд, което го прави втория албум с най-добър дебют за групата (на първо място е Nostradamus). Освен това Angel of Retribution е и първия албум достигнал първо място в национална класация (в Гърция). Продуцент е Рой Зи, който е и съавтор на Deal with the Devil.

## Текстове
В няколко текста от албума се откриват препратки към предишни албуми или песни на групата. Това е начин да се покаже, че Judas не са забравили от къде са започанли. Песента Demonizer е препратка към The Hellion от албума Screaming for Vengeance (1982), както и към Painkiller от едноименния албум. В Hellrider се споменава както Ram It Down (също от едноименния албум), така и Tyrant от Sad Wings of Destiny (1976). Eulogy се отнася за Stained Class (1978) и The Sentinel от албумите съответно Stained Class и Defenders of the Faith (1984). На песента Deal With the Devil може да се погледне като на биографична, споменаваща произхода на групата, кратките им гигове в Англия и репетициите в местната църква „Св. Йосиф“, където на практика се ражда Judas Priest.

## Състав
- Роб Халфорд – вокали
- Кенет Даунинг – китара
- Глен Типтън – китара
- Йън Хил – бас
- Скот Травис – барабани

### Допълнителен персонал
- Дон Ейри – клавиши

## Песни
Всички песни са написани от Роб Халфорд, Кенет Даунинг и Глен Типтън.
| Angel of Retribution | Angel of Retribution | Angel of Retribution | Angel of Retribution | Angel of Retribution | Angel of Retribution | Angel of Retribution | Angel of Retribution | Angel of Retribution | Angel of Retribution |
| №                    | Име                  | Време                |                      |                      |                      |                      |                      |                      |                      |
| -------------------- | -------------------- | -------------------- | -------------------- | -------------------- | -------------------- | -------------------- | -------------------- | -------------------- | -------------------- |
| 1.                   | Judas Rising         | 4:15                 |                      |                      |                      |                      |                      |                      |                      |
| 2.                   | Deal with the Devil  | 3:54                 |                      |                      |                      |                      |                      |                      |                      |
| 3.                   | Revolution           | 4:42                 |                      |                      |                      |                      |                      |                      |                      |
| 4.                   | Worth Fighting For   | 4:17                 |                      |                      |                      |                      |                      |                      |                      |
| 5.                   | Demonizer            | 4:35                 |                      |                      |                      |                      |                      |                      |                      |
| 6.                   | Wheels of Fire       | 3:41                 |                      |                      |                      |                      |                      |                      |                      |
| 7.                   | Angel                | 4:23                 |                      |                      |                      |                      |                      |                      |                      |
| 8.                   | Hellrider            | 6:23                 |                      |                      |                      |                      |                      |                      |                      |
| 9.                   | Eulogy               | 2:54                 |                      |                      |                      |                      |                      |                      |                      |
| 10.                  | Lochness             | 13:28                |                      |                      |                      |                      |                      |                      |                      |
| 52:37                |                      |                      |                      |                      |                      |                      |                      |                      |                      |

|  | Тази страница частично или изцяло представлява превод на страницата Angel of Retribution в Уикипедия на английски. Оригиналният текст, както и този превод, са защитени от Лиценза „Криейтив Комънс – Признание – Споделяне на споделеното“, а за съдържание, създадено преди юни 2009 година – от Лиценза за свободна документация на ГНУ. Прегледайте историята на редакциите на оригиналната страница, както и на преводната страница, за да видите списъка на съавторите. ВАЖНО: Този шаблон се отнася единствено до авторските права върху съдържанието на статията. Добавянето му не отменя изискването да се посочват конкретни източници на твърденията, които да бъдат благонадеждни. |